# Batalha de Viena
A Batalha de Viena[a] ocorreu no Monte Kahlenberg, perto de Viena, em 12 de setembro de 1683, depois que a cidade foi sitiada pelo Império Otomano por dois meses. A batalha foi travada pelo Sacro Império Romano-Germânico (liderado pela Monarquia dos Habsburgos) e pela Comunidade Polaco-Lituana, ambos sob o comando do Rei João III Sobieski, contra os otomanos e seus estados vassalos e tributários. A batalha marcou a primeira vez que a Comunidade e o Sacro Império Romano-Germânico cooperaram militarmente contra os otomanos. A derrota foi um ponto de viragem para a expansão otomana na Europa, após a qual não ganhariam mais terreno.[b] Na guerra que se seguiu, que durou até 1699, os otomanos cederiam a maior parte da Hungria otomana a Leopoldo I, Sacro Imperador Romano-Germânico.
A batalha foi vencida pelas forças combinadas do Sacro Império Romano-Germânico e da Comunidade Polaco-Lituana, esta última representada apenas pelas forças da Coroa do Reino da Polônia (a marcha do Exército Lituano foi atrasada e chegaram a Viena depois de ter sido substituída). A guarnição vienense era liderada pelo Feldzeugmeister do Sacro Exército Imperial Romano-Germânico Ernst Rüdiger Graf von Starhemberg, um súdito austríaco do Sacro Imperador Leopoldo I. O comando geral era exercido pelo líder sênior, o Rei da Polônia, João III Sobieski, que liderava as forças de socorro.
As forças do Império Otomano e seus estados vassalos eram comandadas pelo Grão-Vizir Merzifonlu Kara Mustafá Paxá. O exército otomano contava com aproximadamente 90.000 a 300.000 homens (de acordo com documentos sobre a ordem de batalha encontrados na tenda de Kara Mustafá, a força inicial no início da campanha era de 170.000 homens). Eles começaram o cerco em 14 de julho de 1683. As forças otomanas consistiam, entre outras unidades, em 60 ortas de janízaros (12.000 homens em número de papel) com um exército de observação de cerca de 70.000 homens vigiando o campo. A batalha decisiva ocorreu em 12 de setembro, após a chegada do exército de socorro unido.
Alguns historiadores afirmam que a batalha marcou uma virada nas Guerras Habsburgo-Otomanas, uma luta de 300 anos entre o Sacro Império Romano e o Império Otomano. Durante os 16 anos seguintes à batalha, os Habsburgos austríacos gradualmente conquistaram o sul da Hungria e a Transilvânia, livrando-os em grande parte das forças otomanas. A batalha é conhecida por incluir o maior ataque de cavalaria conhecido na história.

## Prelúdio

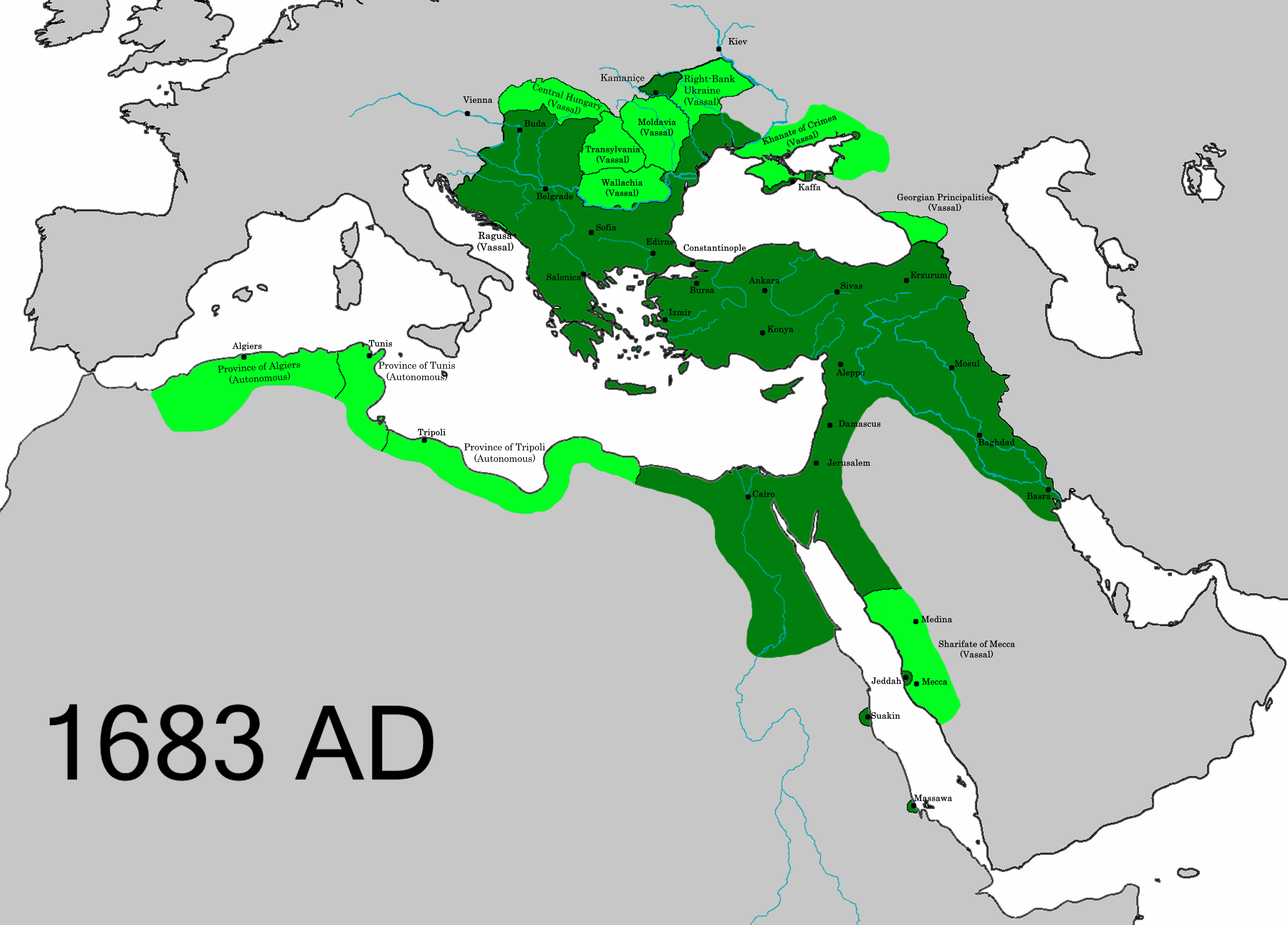
O Império Otomano em 1683

A captura da cidade de Viena era uma aspiração estratégica do Império Otomano há muito tempo, devido ao controle que a cidade tinha sobre o Danúbio e as rotas comerciais terrestres para a Alemanha e o Mediterrâneo Oriental. Durante os anos que antecederam o cerco, o Império Otomano, sob os auspícios do Grão-vizir Kara Mustafá Paxá, empreendeu extensos preparativos logísticos, incluindo o reparo e o estabelecimento de estradas e pontes que levavam ao Sacro Império Romano e seus centros logísticos, bem como o encaminhamento de munição, canhões e outros recursos de todo o Império para esses centros e para os Bálcãs. O cerco de Szigetvár em 1566 bloqueou o avanço do Sultão Solimão, o Magnífico, em direção a Viena e interrompeu o avanço otomano em direção a Viena naquele ano. Viena não foi ameaçada novamente até 1683. Em 1679, a peste assolava Viena. 
Na frente política, o Império Otomano vinha fornecendo assistência militar aos húngaros e às minorias não católicas nas partes da Hungria ocupadas pelos Habsburgos. Lá, nos anos que antecederam o cerco, a agitação generalizada havia se transformado em rebelião aberta contra a busca de Leopoldo I pelos princípios da Contrarreforma e seu desejo de suprimir o protestantismo. Em 1681, os protestantes e outras forças anti-Habsburgo Kuruc, lideradas por Imre Thököly, foram reforçadas com um significativo contingente militar dos otomanos, :657 que reconheceu Thököly como Rei da "Alta Hungria" (a parte oriental da atual Eslováquia e partes do nordeste da Hungria, que ele havia tomado à força dos Habsburgos). Esse apoio incluía a promessa explícita do "Reino de Viena" aos húngaros se ele caísse nas mãos dos otomanos. No entanto, antes do cerco, um estado de paz existiu por 20 anos entre o Sacro Império Romano e o Império Otomano, como resultado da Paz de Vasvár.

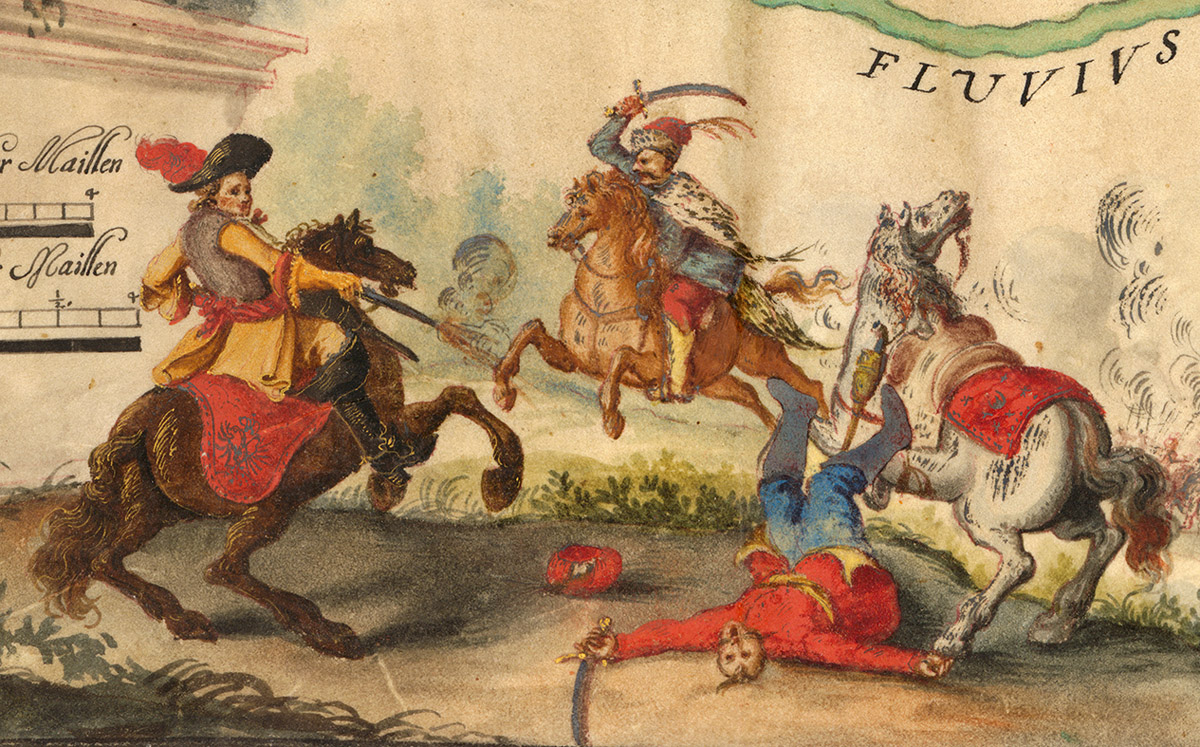
Escaramuça entre os rebeldes húngaros anti-Habsburgo Kuruc e os leais aos Habsburgos

Em 1681 e 1682, os confrontos entre as forças de Imre Thököly e o Sacro Império Romano (cuja fronteira era então o norte da Hungria) se intensificaram, e as incursões das forças dos Habsburgos na Hungria central forneceram o argumento crucial do Grão-vizir Kara Mustafá Paxá para convencer o Sultão Maomé IV e seu Divã a permitir o movimento do exército otomano. Maomé IV autorizou Mustafa Paxá a operar até os castelos de Győr (então conhecido como Yanıkkale, e em alemão como Raab) e Komárom (em turco: Komaron, Komorn em alemão), ambos no noroeste da Hungria, e a sitiá-los. O exército otomano foi mobilizado em 21 de janeiro de 1682 e a guerra foi declarada em 6 de agosto de 1682.
Logisticamente, teria sido arriscado ou impossível lançar uma invasão em agosto ou setembro de 1682, já que uma campanha de três meses teria levado os otomanos a Viena no início do inverno. Mas o intervalo de 15 meses entre a mobilização e o lançamento de uma invasão em grande escala proporcionou tempo suficiente para Viena preparar sua defesa e para Leopoldo reunir tropas do Sacro Império Romano e formar uma aliança com a Polônia, Veneza e o Papa Inocêncio XI. A aliança defensiva do Sacro Império Romano com a Polónia foi concluída no Tratado de Varsóvia de 1683, pelo qual Leopoldo prometeu apoiar João III Sobieski se os otomanos atacassem Cracóvia e, em troca, o exército polaco viria em socorro de Viena se esta fosse atacada. :656, 659
Em 31 de março, outra declaração – enviado pelo grão-vizir Merzifonlu Kara Mustafá Paxá em nome de Maomé IV – chegou à Corte Imperial em Viena. No dia seguinte, a marcha dos elementos do exército otomano começou em Edirne, na Rumélia. As tropas otomanas chegaram a Belgrado no início de maio. Eles foram acompanhados por um exército da Transilvânia sob o comando do príncipe Mihaly Apafi e uma força húngara sob o comando de Imre Thököly; eles sitiaram Győr e o exército restante de 150.000 se moveu em direção à cidade de Viena. :660 Cerca de 40.000 soldados tártaros da Crimeia chegaram 40km a leste de Viena em 7 de julho, :660 o dobro das tropas imperiais na área. O imperador Leopoldo fugiu de Viena para Passau com sua corte e 60.000 vienenses, enquanto Carlos V, Duque de Lorena, retirou sua força de 20.000 em direção a Linz.  :660 O principal exército otomano chegou a Viena em 14 de julho; a única força de defesa da cidade era agora a dos 15.000 homens do conde Ernst Rüdiger von Starhemberg . :660 O engenheiro saxão Georg Rimpler, que havia sido contratado pelo império para se preparar para a guerra com os turcos, começou a preparar Viena para o cerco iminente – muitos dos planos pré-guerra da Áustria tinham como objetivo lutar contra os turcos perto da cidade de Győr, um plano que se tornou insustentável devido ao avanço turco.  
O rei da Polônia, João III Sobieski, preparou uma expedição de socorro a Viena durante o verão de 1683, honrando suas obrigações com o tratado, e partiria de Cracóvia em 15 de agosto. Durante esse período, a maior parte da Polônia ficaria indefesa e, aproveitando a situação, Imre Thököly tentaria uma invasão. Kazimierz Jan Sapieha atrasou a marcha do exército lituano, fazendo campanha nas Terras Altas da Hungria, e chegou a Viena somente depois de ter sido substituído. 
Imediatamente, as tensões aumentaram entre a Polônia e os vários estados alemães – especialmente a Áustria – sobre a ajuda humanitária à cidade. O pagamento dos salários e suprimentos das tropas durante a marcha seria a questão predominante. Sobieski insistiu que não deveria ter que pagar por sua marcha até Viena, pois foi por seus esforços que a cidade foi salva; nem os vienenses poderiam negligenciar as outras tropas alemãs que marcharam. A liderança dos Habsburgos encontrou o máximo de dinheiro possível para pagar por estes e organizou acordos com os polacos para limitar os seus custos. 

## Eventos durante o cerco
O principal exército otomano sitiou Viena em 14 de julho. No mesmo dia, Kara Mustafá enviou a exigência tradicional de que a cidade se rendesse ao Império Otomano. Ernst Rüdiger Graf von Starhemberg, líder dos 15.000 soldados restantes e 8.700 voluntários com 370 canhões, recusou-se a capitular. Poucos dias antes, ele havia recebido notícias do massacre em massa em Perchtoldsdorf,  uma cidade ao sul de Viena, onde os cidadãos entregaram as chaves da cidade depois de terem recebido uma escolha semelhante, mas foram mortos de qualquer maneira. As operações de cerco começaram em 17 de julho. :660
|  |  |  |  |

Os vienenses demoliram muitas das casas ao redor das muralhas da cidade e limparam os escombros, deixando uma planície vazia que exporia os otomanos ao fogo defensivo se tentassem invadir a cidade. :660 Em resposta a isso, Kara Mustafá Paxá ordenou que suas forças cavassem longas linhas de trincheiras diretamente em direção à cidade, para ajudar a protegê-los dos defensores enquanto eles avançavam.
Os otomanos tinham 130 canhões de campanha e 19 canhões de médio calibre, em comparação com 370 dos defensores Túneis de mineração foram escavados sob as muralhas da cidade, que seriam então preenchidos com quantidades suficientes de pólvora negra para demolir as muralhas.  :660 De acordo com Andrew Wheatcroft, a paliçada externa tinha cerca de 150 anos e estava quase toda podre. Para combater isso, os defensores começaram a trabalhar derrubando troncos de árvores muito grandes no chão para cercar os muros. Isto interrompeu o plano otomano de um cerco rápido, acrescentando quase mais três semanas ao tempo que levaria para passar pela velha paliçada.  Isto, combinado com o atraso no avanço do seu exército após a declaração de guerra, permitiu eventualmente a chegada de uma força de socorro em Setembro. :660 Alguns historiadores especularam que Kara Mustafá queria tomar a cidade intacta com suas riquezas e recusou um ataque total, não desejando iniciar a pilhagem que acompanharia um ataque, o que era visto como um direito dos soldados conquistadores. 
O cerco otomano cortou praticamente todos os meios de abastecimento de alimentos em Viena.  A fadiga se tornou tão comum que von Starhemberg ordenou que qualquer soldado encontrado dormindo durante o serviço fosse fuzilado. Cada vez mais desesperadas, as forças que detinham Viena estavam à beira da derrota quando, em agosto, as forças imperiais sob o comando de Carlos V, duque de Lorena, derrotaram Thököly em Bisamberg, 5km a noroeste de Viena.
Em 6 de setembro, os poloneses sob o comando de Sobieski cruzaram o Danúbio, 30km a noroeste de Viena, em Tulln, para se unir às tropas imperiais e às forças adicionais da Saxônia, Baviera, Baden e outras propriedades imperiais. As forças também foram acompanhadas por vários regimentos mercenários de cossacos zaporojianos contratados pela Comunidade Polaco-Lituana.  Luís XIV da França recusou-se a ajudar o seu rival Habsburgo, tendo acabado de anexar a Alsácia. 
Uma aliança entre Sobieski e o Imperador Leopoldo I resultou na adição dos hussardos poloneses ao exército aliado existente. O comando das forças aliadas europeias foi atribuído ao rei polonês, conhecido por sua vasta experiência em liderar campanhas contra o exército otomano. Notavelmente, ele alcançou uma vitória decisiva sobre as forças otomanas na Batalha de Khotyn (1673) e agora comandava um exército de 70.000 a 80.000 soldados, enfrentando uma suposta força otomana de 150.000. :661 A coragem e a aptidão de Sobieski para o comando já eram conhecidas na Europa. 
No início de setembro, aproximadamente 5.000 sapadores otomanos experientes demoliram repetidamente grandes porções das muralhas entre o bastião de Burg, o bastião de Löbel e o revelim de Burg, criando lacunas de cerca de 12m de largura. Em resposta a isso, os vienenses começaram a cavar seus próprios túneis para interceptar a colocação de grandes quantidades de pólvora nas cavernas. Os otomanos finalmente conseguiram ocupar o revelim de Burg e o muro baixo próximo em 8 de setembro. Prevendo uma brecha nas muralhas da cidade, os vienenses restantes se prepararam para lutar no centro da cidade. 

## Vítimas do cerco otomano (17 de julho–12 de setembro de 1683)
| A. Exército Kapıkulu (Nacional)             | 78.500 |
| Janízaros, cebeci (armadores) e artilheiros | 60.000 |
| Sipâh (Kapıkulu) (cavalaria doméstica)      | 15.000 |
| Mısır Kulu (Mamelucos)                      | 3.000  |
| Şam Kulu (Mamelucos de Damasco)             | 500    |

| B. Tımarlı Sipahiler (Cavalaria Provincial) | 40.000 |

| C. Kapı Halkları (Comitiva do Governador)  | 44.200 |
| 8 vizires, três deles Tug-ed (estandartes) | 19.300 |
| Kara Mustafá Paxá                          | 6.000  |
| Agha dos Janízaros Vizir Mustafá Paxá      | 2.000  |

| D. Estados Vassalos       | 100.000 |
| Tártaros                  | 50.000  |
| Valáquia                  | 10.000  |
| Moldávia                  | 10.000  |
| Transilvânia              | 10.000  |
| Magiares Médios (Thököly) | 20.000  |

| E. Serviços da Retaguarda             | 170.000 |
| Escriturários e zeladores             | 20.000  |
| Pastores, condutores de animais, etc. | 150.000 |

| Total | 432.700 |

Nesta tabela, apenas os números de tropas domésticas e de séquito são certos, 78.500 e 44.200, enquanto os números de outras tropas são arredondados, 50.000 tártaros, 10.000 valáquios, 170.000 de retaguarda, etc. Com base nisso, Kahraman Şakul afirma que esta tabela anônima mostra números contados de tropas domésticas e de séquito, enquanto o número de tropas provinciais (Tımarlı Sipahi: 40.000) e tropas de estados vassalos (100.000) são números esperados. Por exemplo, o número de tártaros, nogais e circassianos era superior a 100.000, enquanto esta tabela mostra que os tártaros (termo geral para o Canato da Crimeia e seus vassalos) trouxeram 50.000 guerreiros. 
Os relatos otomanos indicam que o tamanho do exército doméstico era de 25.529 janízaros, 3.045 armeiros (em turco otomano: cebeci) e 4.000 artilheiros, totalizando 32.574, em oposição à estimativa de 60.000 nesta tabela. Portanto, de acordo com a avaliação de K. Şakul, o exército otomano consistia em aproximadamente 120.000 soldados e 156 armas. Dentro das suas fileiras, 30.000 soldados foram estrategicamente posicionados em castelos capturados e mobilizados para interromper os movimentos do exército de socorro que se aproximava. 

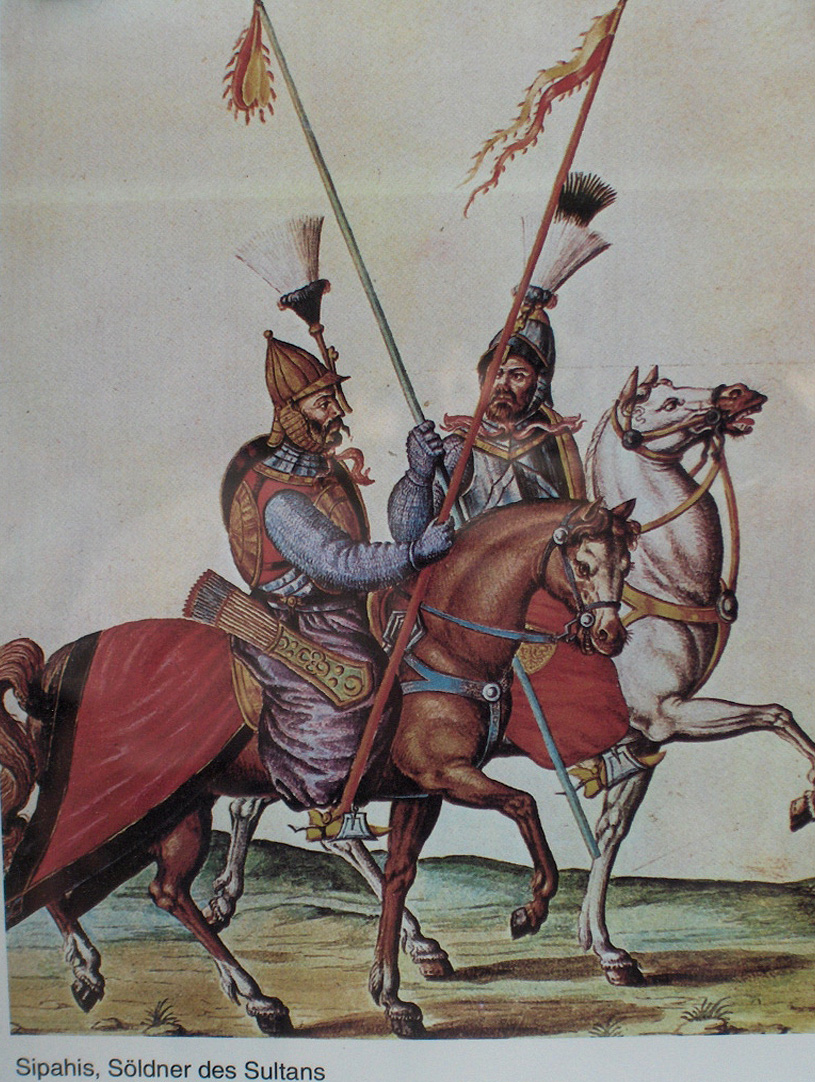
Uma representação dos Sipahis durante a Batalha de Viena

De acordo com o embaixador austríaco Kunitz, o exército otomano sitiante já havia diminuído para 90.000 combatentes em 12 de agosto. Kunitz também afirmou que soube por meio de prisioneiros otomanos que as baixas estavam chegando a 20.000 no final de agosto (outras fontes austríacas dão baixas otomanas como 12.000 até 13 de agosto, demonstrando um aumento constante nas baixas do exército otomano nos dias de cerco). Um relato otomano capturado após a batalha registrou o número de baixas como 48.544 até 10 de setembro: 10.000 janízaros, 12.000 sipahi (cavalaria pesada de elite), 16.000 beldar (escavadores), 6.000 engenheiros (em turco: lağımcı, mineiro), 2.000 sipahi provinciais e 2.000 tártaros, totalizando 48.544 mortes.  Para agravar a situação, a deserção (fontes otomanas e Luigi Marsigli dão uma deserção de 1/4 do exército otomano) e as doenças diminuíram o exército otomano em grande escala.
Segundo fontes otomanas, o número de soldados diminuiu de 120.000 (segundo Kunitz, o exército otomano totalizava 180.000 homens e 1/3 do exército estava estacionado longe do cerco) para uns cansados 40.000 soldados. K. Şakul combina as informações de Kunitz sobre 90.000 combatentes para 12 de agosto com uma lista de baixas otomanas, estimando o exército otomano em 90.000 homens (65.000 soldados, cerca de 60 armas e 25.000 serviços de retaguarda)  mas as informações de Kunitz sobre 90.000 combatentes pertencem a 12 de agosto, enquanto a lista otomana é de 10 de setembro.  Os vassalos otomanos da Transilvânia, Valáquia e Moldávia foram designados para proteger pontes em rotas de retirada importantes, não participando, portanto, da batalha. Os vassalos tártaros deveriam participar da batalha pelos otomanos, mas os cavaleiros tártaros, em sua maioria irregulares, demonstraram pouca eficácia na batalha, diferentemente de combates anteriores. Um exército otomano solitário de 28.400 a 50.000 homens lutaria contra o exército de socorro composto por 65.000 soldados (a desinformação de 68.000 é originada da contagem do contingente polonês de 3.000 que se juntou duas vezes ao exército de socorro anteriormente) com 165–200 armas. 

## Preparativos

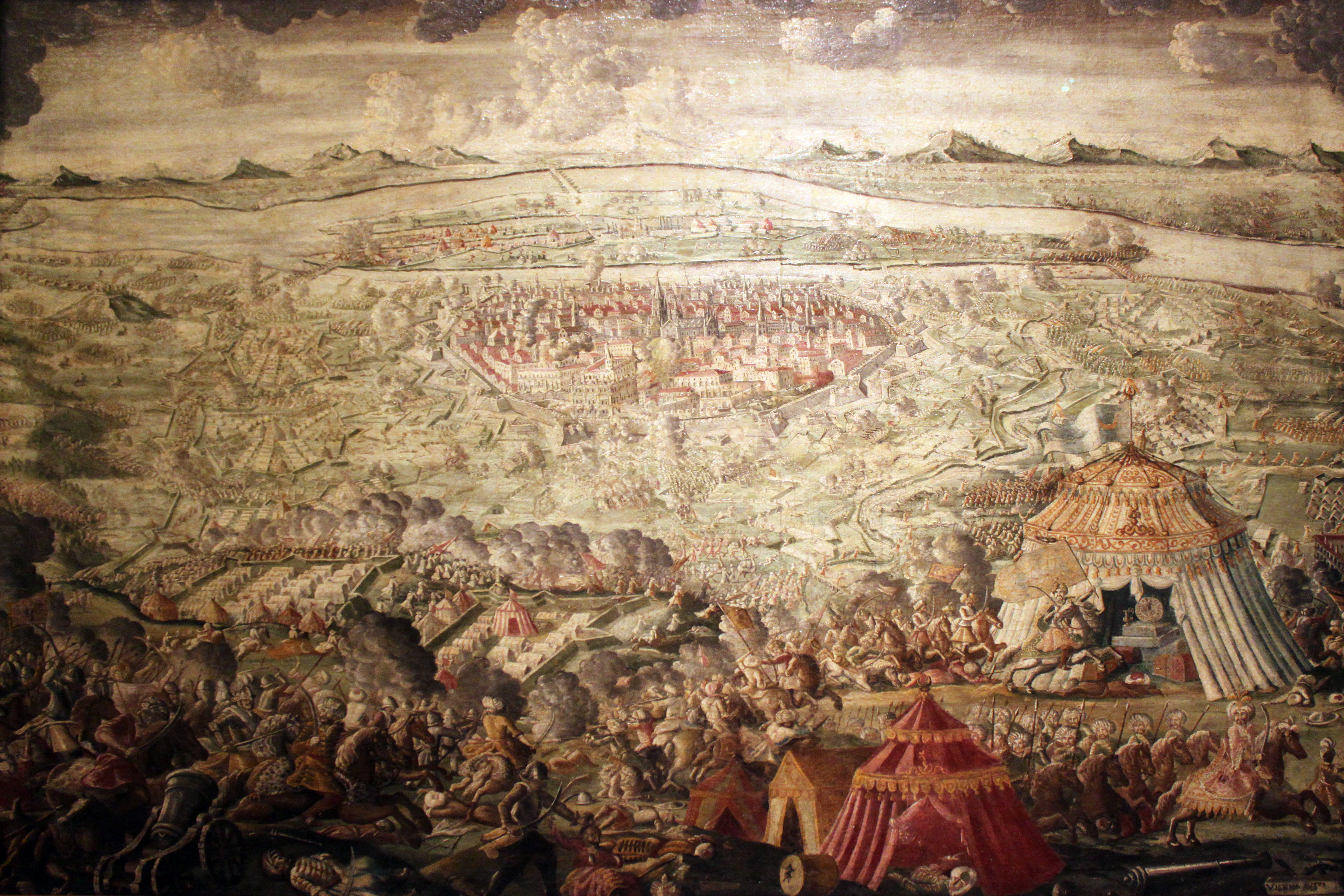
O alívio de Viena em 12 de setembro de 1683

Em um esforço para interromper o cerco, o exército de socorro dos poloneses e das forças imperiais se apressaria para preparar uma resposta. Apesar da composição multinacional do exército e do curto espaço de apenas seis dias, uma estrutura de liderança eficaz foi estabelecida, centrada no rei da Polônia e sua cavalaria pesada (hussardos poloneses). A Liga Santa resolveu a questão do pagamento usando todos os fundos disponíveis do governo, empréstimos de vários banqueiros e nobres ricos e grandes somas de dinheiro do Papa.  Os Habsburgos e os poloneses também concordaram que o governo polonês pagaria por suas próprias tropas enquanto ainda estivessem na Polônia, mas que o Imperador as financiaria quando cruzassem o território imperial. No entanto, o Imperador reconheceria a reivindicação de Sobieski aos primeiros direitos de pilhagem do campo inimigo no caso de uma vitória.  

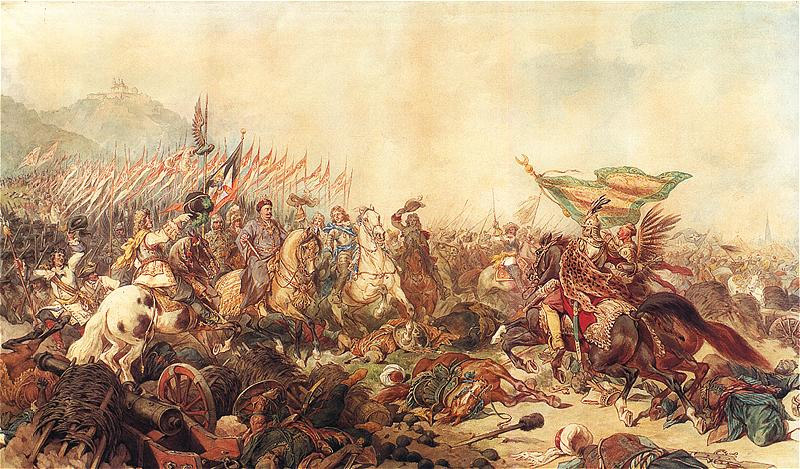
Sobieski em Viena por Juliusz Kossak

As forças sitiantes combinadas, lideradas por Kara Mustafá, estavam menos unidas e enfrentavam problemas de motivação e lealdade, além de terem dificuldades para se preparar para o esperado ataque do exército de socorro. Mustafa confiou a defesa da retaguarda ao Cã da Crimeia e sua força de cavalaria, que contava entre 30.000 e 40.000 homens. Há dúvidas sobre o quanto os tártaros participaram da batalha final antes de Viena. O Cã se recusou a atacar a força de socorro quando ela cruzou o Danúbio em pontes flutuantes e também se recusou a atacá-los quando eles emergiram dos Bosques de Viena. Os aliados otomanos da Valáquia e da Moldávia também se mostrariam pouco confiáveis. Jorge Ducas, Príncipe da Moldávia, foi capturado.  Șerban Cantacuzino, que simpatizava com a Coligação Cristã,  juntou-se à retirada após a carga de cavalaria de Sobieski.  Cantacuzino havia negociado com as forças imperiais para que a Valáquia se juntasse ao lado cristão, ansiando pela posição de protetor dos cristãos na Península Balcânica. Por sua vez, os Habsburgos prometeram-lhe o trono de Constantinopla, que era a capital do Império Otomano. 
As tropas confederadas sinalizaram sua chegada ao Kahlenberg, acima de Viena, com fogueiras. As forças na cidade de Viena responderam enviando Jerzy Franciszek Kulczycki, um nobre polonês, diplomata e comerciante fluente em turco, em uma missão de espionagem bem-sucedida para penetrar nas forças turcas e notificar as tropas de socorro sobre quando o ataque conjunto seria feito. 

## A batalha

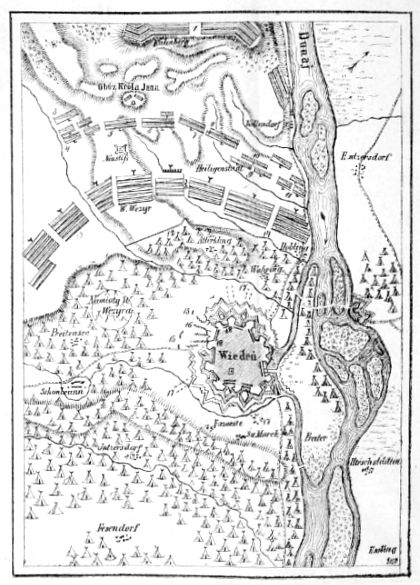
A posição dos exércitos da Santa Liga (norte), da Viena sitiada (meio) e do exército otomano (entre Viena e os exércitos da Santa Liga) durante a batalha

A batalha começou antes que todas as unidades estivessem totalmente mobilizadas. Às 4:00h do dia 12 de setembro, o exército otomano atacou, tentando interferir na implantação das tropas da Liga Santa. :661 Os alemães seriam os primeiros a contra-atacar. Carlos de Lorena avançou com o exército imperial à esquerda e outras forças imperiais no centro e, após intensos combates e múltiplos contra-ataques otomanos, tomou várias posições-chave, em particular as aldeias fortificadas de Nussdorf e Heiligenstadt. Ao meio-dia, o exército imperial infligiu danos significativos às forças otomanas e estava perto de um avanço.  Ao mesmo tempo, Cantacuzino e os seus soldados (que secretamente apoiavam a coligação cristã) tentavam sabotar o cerco otomano, abandonando a ponte sobre o Danúbio na Ilha Brigittenau, onde os valáquios estavam estacionados para cobrir o flanco esquerdo do exército otomano.  Mustafa Paxá lançou contra-ataques com a maioria de suas forças, mas conteve algumas das unidades de elite dos janízaros e sipahi para um ataque simultâneo à cidade. A liderança otomana havia planejado, mas não conseguiu, capturar Viena antes da chegada das forças de Sobieski. Os seus sapadores prepararam uma grande detonação final sob o Löbelbastei  para abrir uma brecha nas muralhas. No total, dez minas foram programadas para explodir, mas foram localizadas pelos defensores e desarmadas.

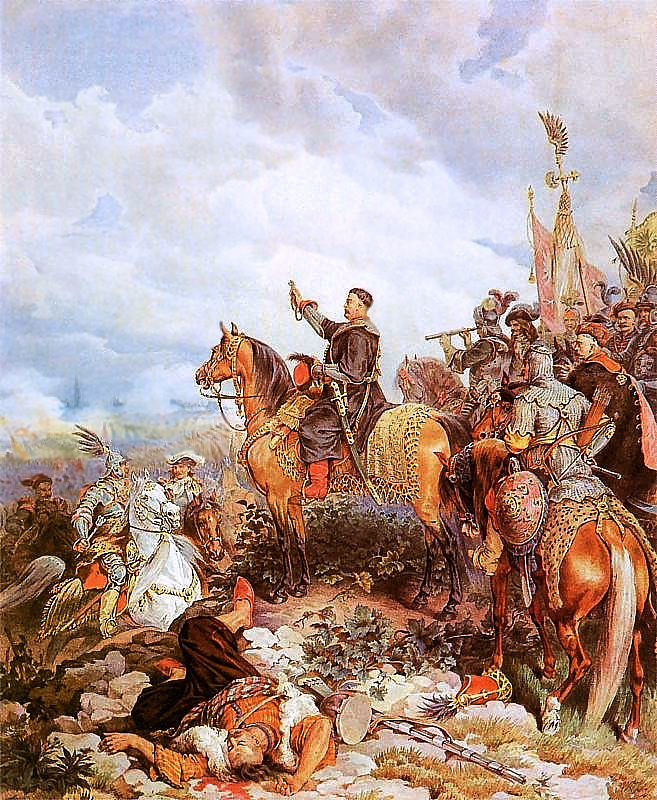
Rei João III Sobieski abençoando o ataque polonês aos otomanos na Batalha de Viena; pintura de Juliusz Kossak

No início da tarde, um grande confronto começou do outro lado do campo de batalha enquanto a infantaria polonesa avançava no flanco direito otomano. Apesar da chegada do exército de socorro, várias forças otomanas persistiram em suas tentativas de romper as defesas da cidade, permitindo que as tropas polonesas avançassem no campo. Às 16:00h os poloneses capturaram a vila de Gersthof, que serviria de base para sua carga de cavalaria. O exército otomano estava em uma posição desesperadora entre as forças polonesas e imperiais. Carlos de Lorena e João III Sobieski decidiram ambos, independentemente, prosseguir a ofensiva e derrotar decisivamente as forças otomanas. 
As forças alemãs retomaram a ofensiva na frente esquerda às 15:30h. No início, eles encontraram forte resistência e não conseguiram progredir. No entanto, por volta das 17:00h eles começaram a avançar e tomaram as aldeias de Unterdöbling e Oberdöbling. As forças imperiais estavam agora a aproximar-se da posição central otomana (a "Türkenschanze", agora Türkenschanzpark), e enquanto se preparavam para um ataque final, a cavalaria polaca começou a entrar em ação. 

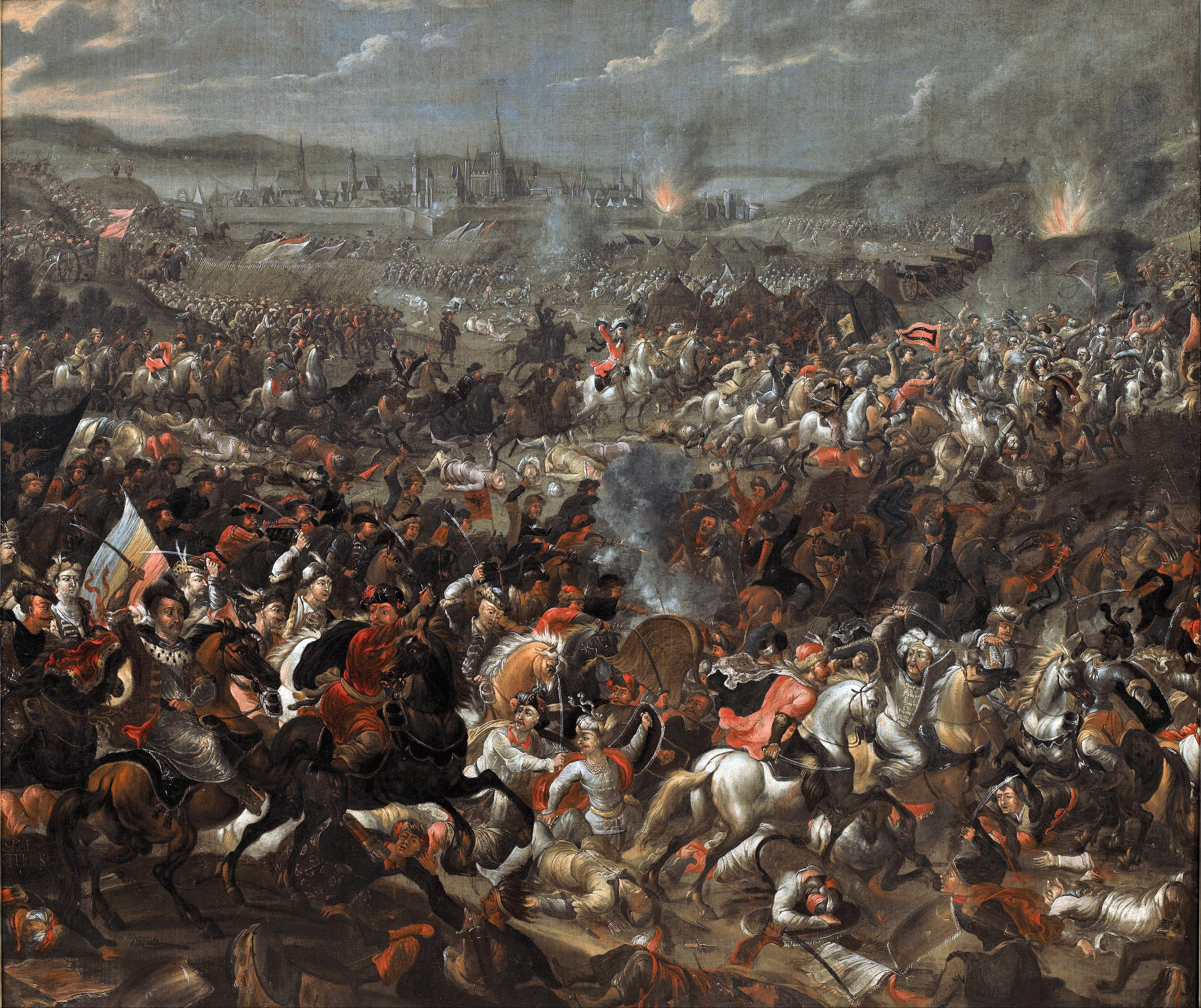
Batalha de Viena, pintura de Gonzales Franciscus Casteels

Há registros de que a cavalaria polonesa emergiu lentamente de uma floresta próxima, sob os aplausos da infantaria que observava e que estava esperando sua chegada. Às 16:00h, um destacamento de 120 hussardos se engajou em uma carga de sondagem, provando com sucesso a vulnerabilidade otomana a ataques, mas sofrendo muitas baixas. Durante essa ação, eles começariam a se aproximar do Türkenschanze, que agora estava ameaçado por três forças distintas (os poloneses do oeste, os saxões e bávaros do noroeste e os austríacos do norte). Nesse ponto, o vizir otomano decidiu deixar a posição e recuar para seu quartel-general no acampamento principal, mais ao sul. Entretanto, nessa altura, muitos soldados otomanos já estavam a abandonar o campo de batalha. 
O exército de socorro estava agora pronto para o ataque final. Por volta das 18:00h, o rei polonês ordenou que a cavalaria atacasse em quatro contingentes, três grupos poloneses e um do Sacro Império Romano. 18.000 cavaleiros desceram as colinas, a maior carga de cavalaria da história.   Sobieski liderou a carga :661 à frente de 3.000 lanceiros pesados poloneses, os "Hussardos Alados". Os tártaros de Lipka que participaram do lado polonês usavam um raminho de palha em seus capacetes para distingui-los dos tártaros que lutavam do lado otomano.  O ataque rapidamente rompeu as linhas de batalha dos otomanos, que já estavam exaustos e desmoralizados e começariam a recuar do campo de batalha. A cavalaria dirigiu-se directamente para os acampamentos otomanos e para o quartel-general de Kara Mustafá, enquanto a restante guarnição vienense saiu das suas defesas para se juntar ao ataque. :661
As forças otomanas estavam cansadas e desanimadas após o fracasso da tentativa de sabotagem, o ataque à cidade e o avanço da infantaria da Liga Sagrada no Türkenschanze. :661 Menos de três horas após o ataque decisivo da cavalaria, as forças da Liga Santa venceram a batalha e defenderam Viena com sucesso. O primeiro oficial católico que entrou na cidade foi Luís Guilherme, Marquês de Baden-Baden, à frente de seus dragões.  Posteriormente Sobieski parafraseou a famosa citação de Júlio César (Veni, vidi, vici) dizendo “Venimus, vidimus, Deus vicit” – “Viemos, vimos, Deus conquistou”. :661 

## Consequências

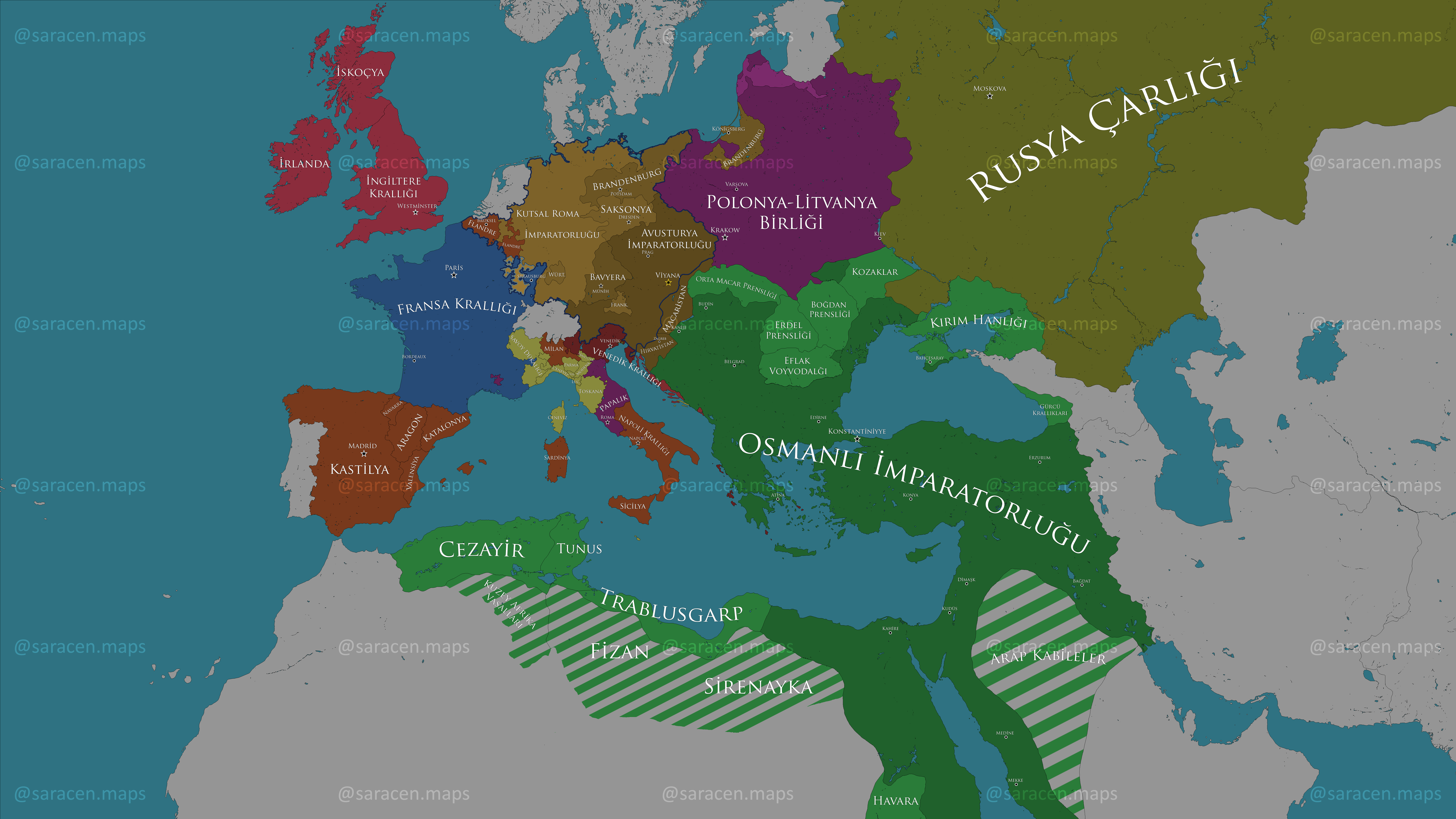
Europa depois da Batalha de Viena

O historiador otomano contemporâneo Silahdar Findiklili Maomé Agha (1658–1723) descreveu a batalha como uma enorme derrota e fracasso para o Império Otomano, o mais desastroso desde a fundação do estado otomano em 1299.  Os otomanos perderam pelo menos 20.000 homens durante o cerco, :661 enquanto suas perdas durante a batalha com as forças de Sobieski totalizaram cerca de 15.000 mortos (de acordo com Podhorodecki) ou 8.000–15.000 mortos e 5.000–10.000 capturados (de acordo com Tucker). :661As baixas da força de socorro sob o comando de Sobieski foram muito menores, totalizando aproximadamente 3.500 mortos e feridos, incluindo 1.300 poloneses. A estimativa de Tucker é ligeiramente superior: 4.500. :661 A guarnição vienense de 10.000 homens e a população civil perderam, por todas as causas, cerca de metade do seu número inicial durante o cerco. 

As tropas da Liga Santa e os vienenses tomaram uma grande quantidade de saques do exército otomano, o que Sobieski descreveu em uma carta para sua esposa alguns dias após a batalha:
Os nossos são tesouros inéditos… tendas, ovelhas, gado e um grande número de camelos… é uma vitória como ninguém jamais conheceu, o inimigo agora está completamente arruinado, tudo perdido para eles. Eles devem correr para salvar suas vidas… O General Starhemberg me abraçou e beijou e me chamou de seu salvador.

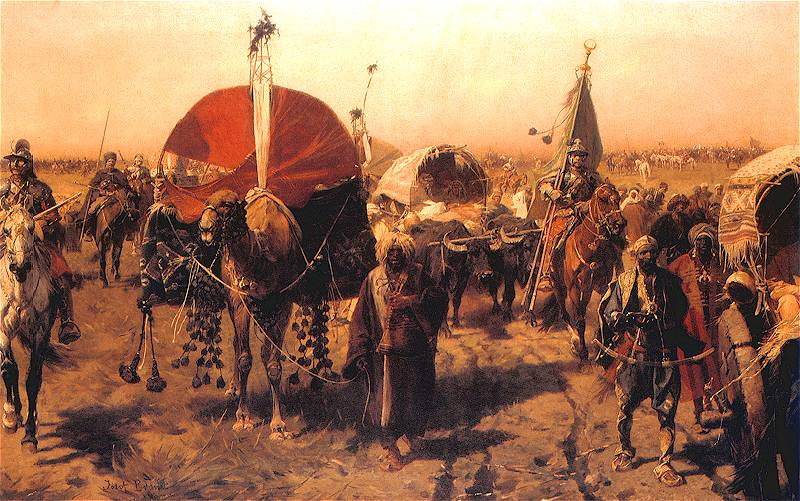
Retorno de Viena por Józef Brandt, exército polonês retornando com saque otomano
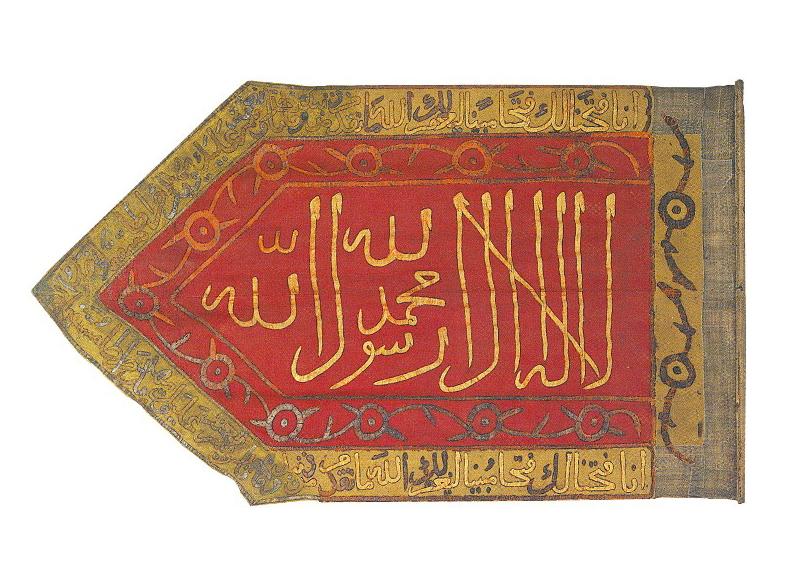
Bandeira militar otomana capturada no cerco de Viena
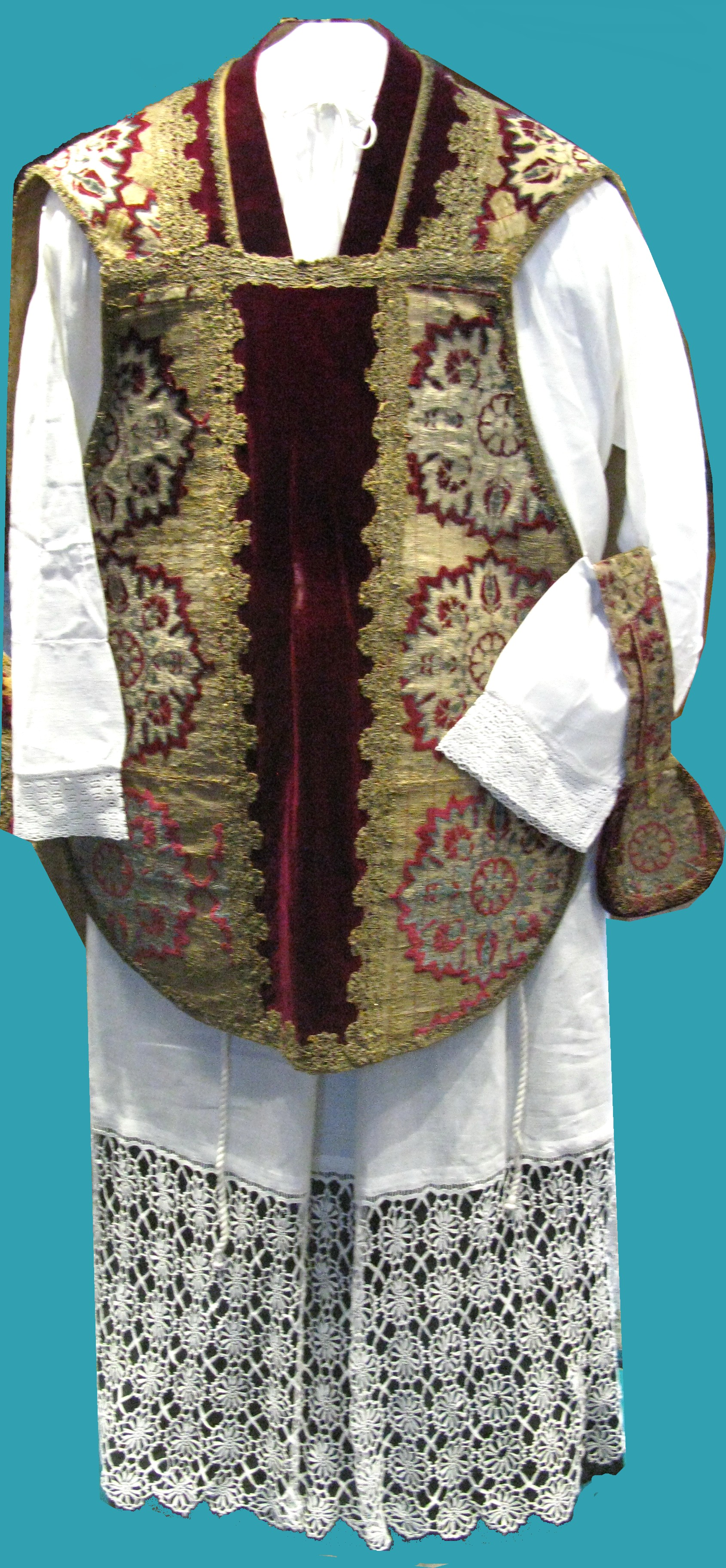
Casula costurada com tendas turcas capturadas pelo exército polonês em Viena, 1683

Starhemberg ordenou imediatamente o reparo das fortificações severamente danificadas de Viena para protegê-las contra um possível contra-ataque otomano. Entretanto, Viena nunca mais seria sitiada pelo Império Otomano.
Devido à sua derrota na batalha, em 25 de dezembro, Kara Mustafá Paxá foi executado em Belgrado da maneira aprovada – por estrangulamento com uma corda de seda puxada por vários homens em cada extremidade – por ordem da Agha dos Janízaros. 
Apesar da vitória dos aliados católicos, ainda havia tensão entre os vários comandantes e seus exércitos. Sobieski exigiu que as tropas polacas tivessem a primeira escolha dos despojos do acampamento otomano, e assim as tropas alemãs e austríacas ficaram com porções menores do saque.  Além disso, os saxões protestantes, que chegaram para socorrer a cidade, teriam sido vítimas de abusos verbais pela população católica da zona rural de Viena. Os saxões abandonaram a batalha imediatamente, sem participar da partilha dos despojos, e recusaram-se a continuar a perseguição. 
Sobieski continuou a libertar o noroeste da Hungria após a Batalha de Parkany, mas a disenteria interrompeu sua perseguição aos otomanos. :662 Carlos V da Lorena capturou Buda e a maior parte da Hungria em 1686, estabelecendo o controle dos Habsburgos sobre o sul da Hungria e a maior parte da Transilvânia em 1687 e capturando Belgrado em 1688. :663–664
A derrota otomana em Viena desencadeou grandes celebrações no Irã Safávida; o relatório foi aparentemente levado de uma forma tão espetacular que o então Xá Solimão I (r. 1666–1694) considerou uma marcha para Bagdá, que havia sido perdida em 1639 para os otomanos em virtude do Tratado de Zuhab.  Em última análise, os safávidas não conduziriam uma nova campanha, pois os funcionários do estado preocupados (nomeadamente a facção dominante dos eunucos na corte real) estavam cientes do declínio da força militar safávida e, portanto, não consideraram prudente.  Os eunucos, segundo o professor Rudi Matthee, "não eram contra a ideia de fazer os otomanos sofrerem alguma humilhação, mas não queriam que o seu poder fosse destruído por medo de que isso removesse uma barreira contra a Europa cristã". 

## Importância

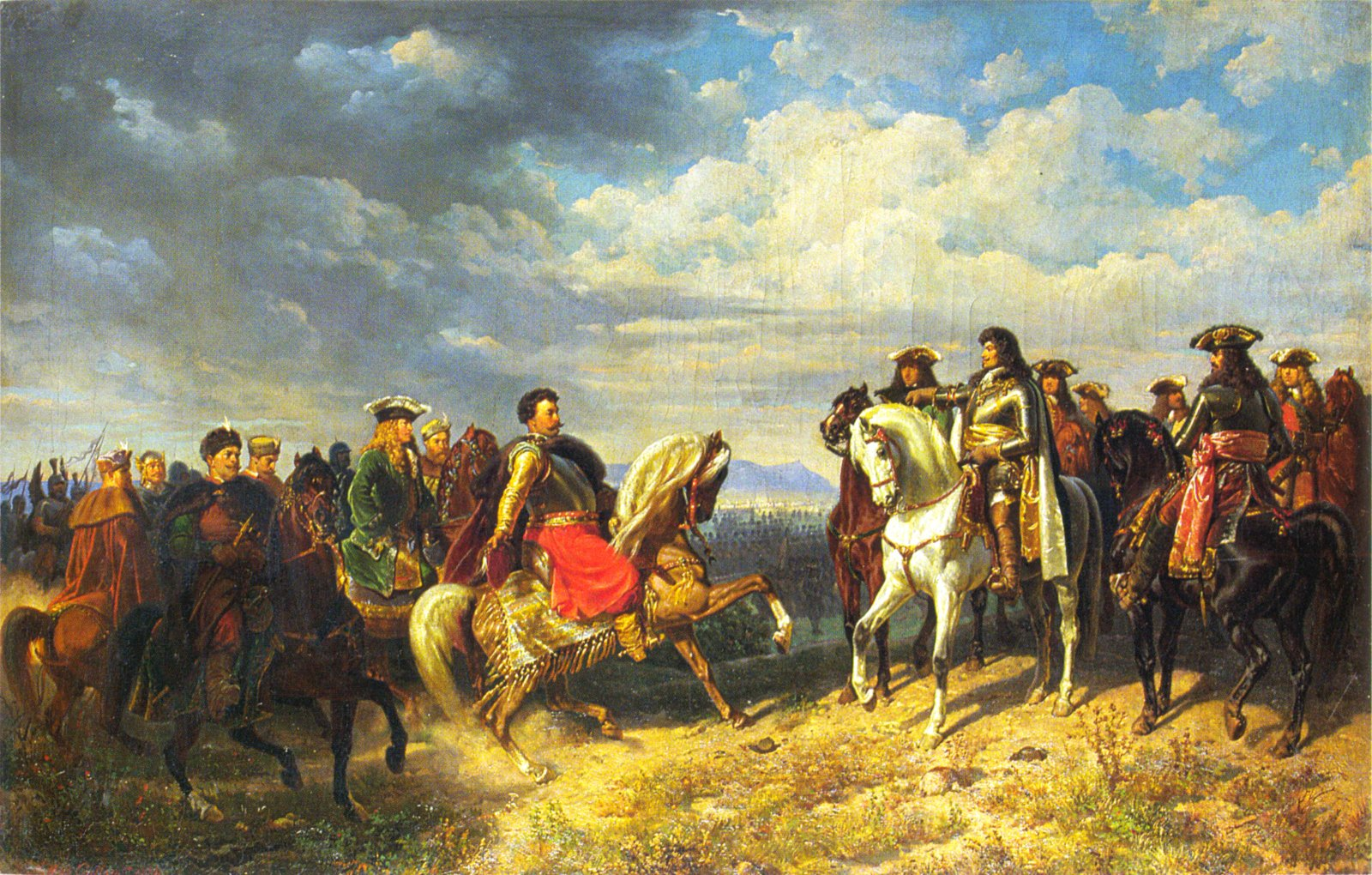
Sobieski encontrando Leopoldo I, por Artur Grottger

Sobieski envia mensagem de vitória ao Papa, por Jan Matejko

A vitória em Viena preparou o cenário para a conquista da Hungria e (temporariamente) das terras nos Bálcãs nos anos seguintes por Luís de Baden, Maximiliano II Emanuel da Baviera e o Príncipe Eugênio de Saboia. Os otomanos lutaram por mais 16 anos, acabando por perder o controle da Hungria e da Transilvânia. O Sacro Império Romano assinou o Tratado de Karlowitz com o Império Otomano em 1699, que cederia grande parte da Hungria aos Habsburgos. A batalha marcou o fim histórico da expansão otomana na Europa. As ações de Luís XIV da França aumentaram a inimizade franco-alemã; no mês seguinte, a Guerra das Reuniões eclodiu na parte ocidental do enfraquecido Sacro Império Romano. 

Como Sobieski havia confiado seu reino à proteção da Santíssima Virgem (Nossa Senhora de Częstochowa) antes da batalha, o Papa Inocêncio XI comemorou sua vitória estendendo a festa do Santo Nome de Maria, que até então era celebrada apenas na Espanha e no Reino de Nápoles, para toda a Igreja; costumava ser celebrada no domingo dentro da Oitava da Natividade de Maria (entre 9 e 15 de setembro) e foi, quando o Papa Pio X pretendeu abrir espaço para a celebração dos domingos reais, transferida para 12 de setembro, o dia da vitória. O Papa mudaria o brasão papal adicionando a Águia Branca coroada pela Polônia. Após a vitória na Batalha de Viena, o rei polonês também recebeu do Papa o título de "Defensor da Fé" ("Defensor Fidei").  Em homenagem a Sobieski, os austríacos ergueram uma igreja no topo da colina Kahlenberg, ao norte de Viena. 

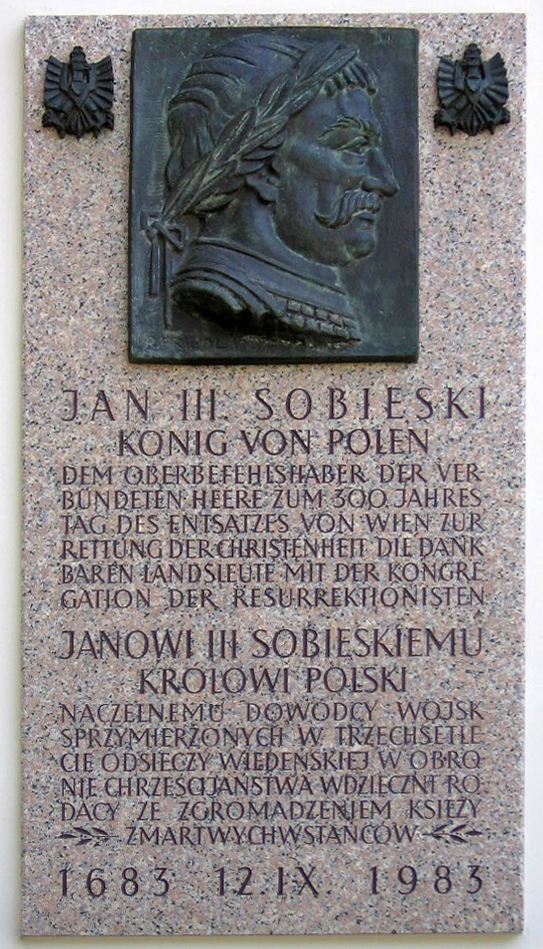
Placa memorial à Sobieski na igreja polonesa da Congregação Ressurrecionista em Kahlenberg
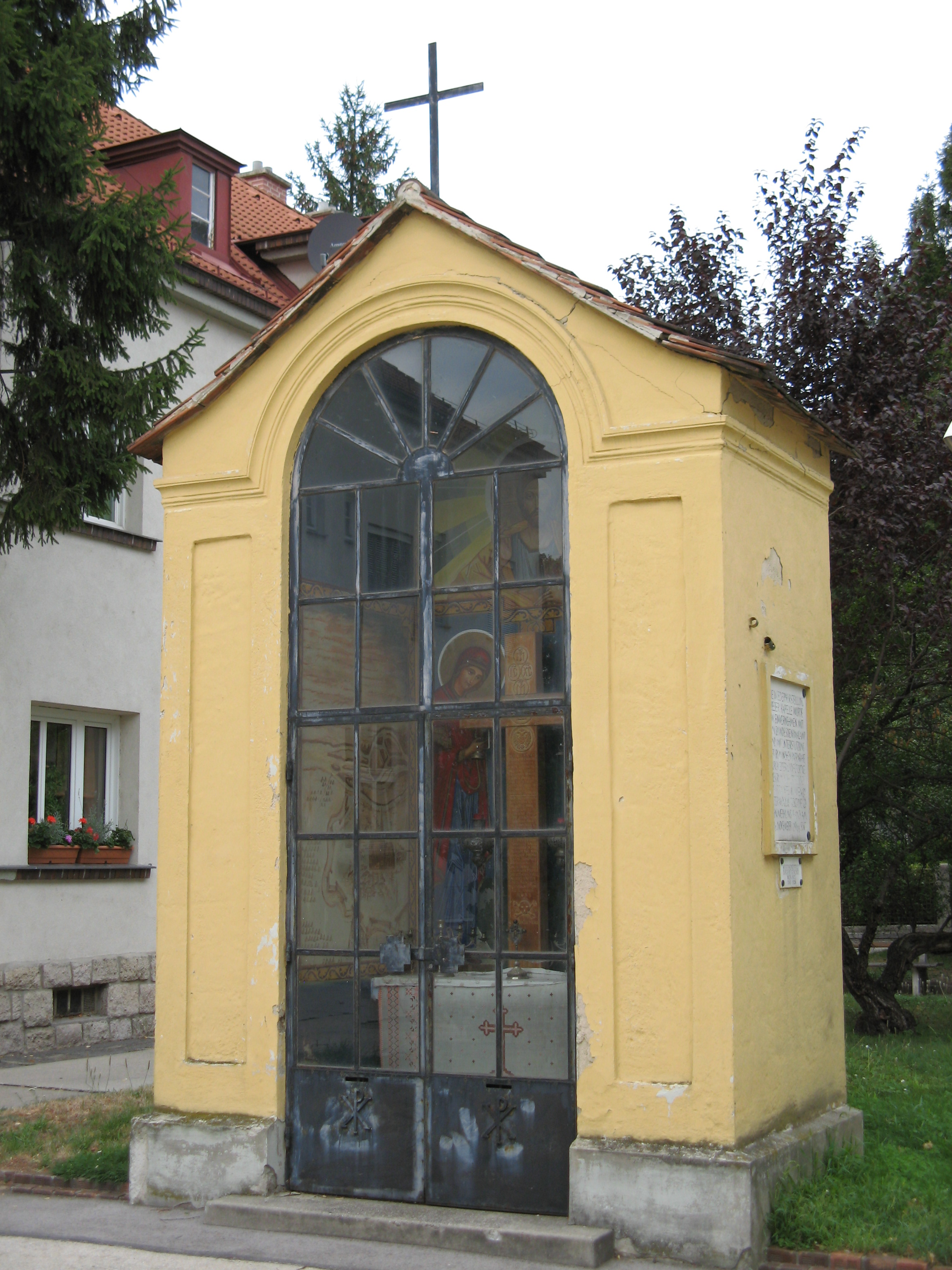
A Moldauer Kapelle abriga uma réplica da cruz de Cantacuzino
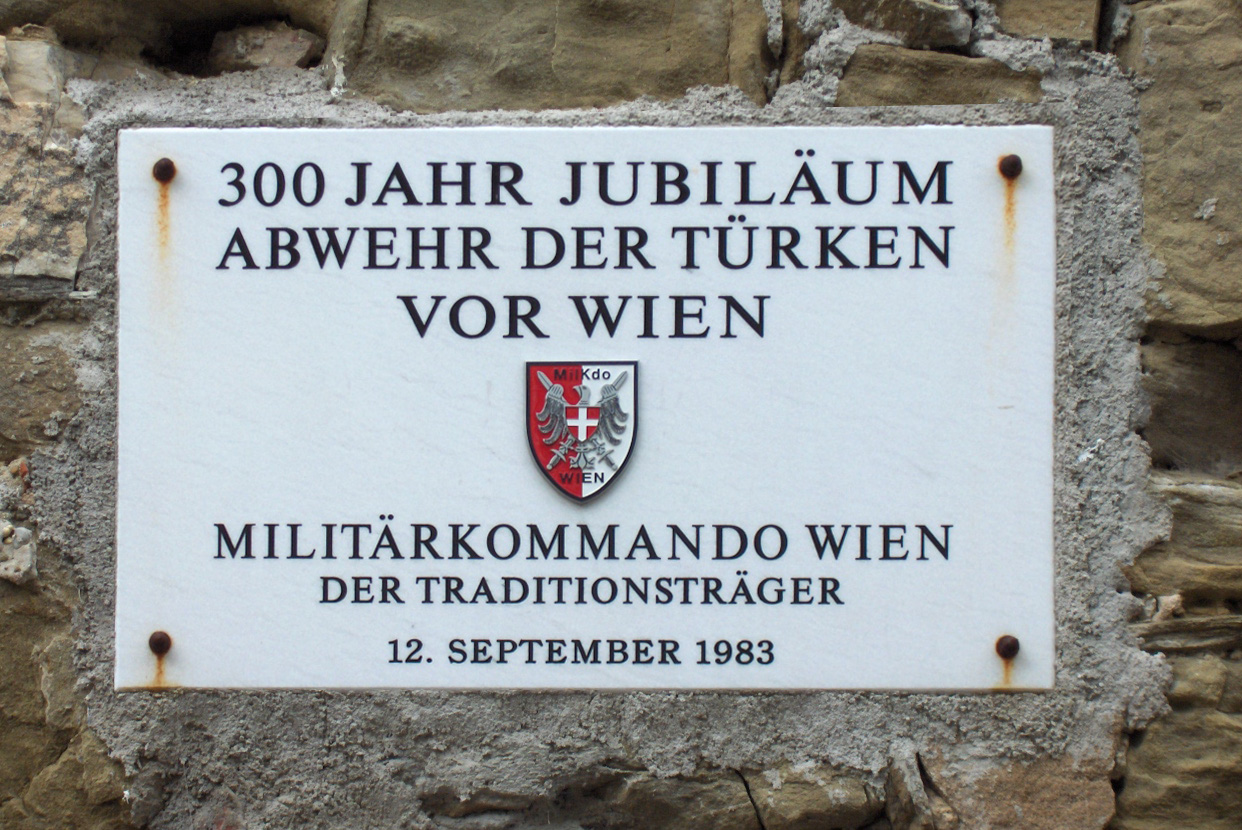
Placa comemorativa do 300º aniversário da defesa bem-sucedida contra os otomanos às portas de Viena

### Ataques de 11 de setembro
Alguns propuseram que a Al-Qaeda escolheu 11 de setembro de 2001 como a data para realizar ataques terroristas nos Estados Unidos devido à importância percebida do dia como o ponto de viragem na Batalha de Viena.  Segundo Lawrence Wright, 11 de setembro de 1683 foi visto pela Al-Qaeda como a data em que o mundo ocidental ganhou domínio sobre o Islã; 11 de setembro de 318 anos depois marcaria o renascimento do poder islâmico. 

## Na cultura popular
- Siege of Vienna raised by John Sobieski, poema de William Wordsworth escrito em fevereiro de 1816. [83]
- The Day of the Siege: September Eleven 1683, um filme histórico polonês e italiano de 2012, falado em inglês.
- A música "Winged Hussars", do álbum de 2016 do Sabaton, The Last Stand, é sobre a batalha, especificamente centrada na carga da cavalaria polonesa em 12 de setembro.